# El sombrero morado
El sombrero morado es un cuadro creado por el pintor franco-suizo Félix Vallotton en 1907. Este óleo sobre lienzo es el retrato en un encuadre cercano de una mujer rubia que lleva un gran sombrero morado. Su rostro es más bien inexpresivo y parece estar desnudándose, ya que de cintura para arriba solo porta el corsé y la camiseta interior de tirantes de la que se despoja.
Esta pintura se conserva en una colección privada en Villa Flora, Winterthur.

## Exposición
- 2013 - 2014: Félix Vallotton: Le feu sous la glace, 2 de octubre de 2013, enero de 2014, París, Grand Palais. [3]